# Луций Геганий Мацерин
Луций Геганий Мацерин (на латински: Lucius Geganius Macerinus) e политик на Римската република през 4 век пр.н.е.
Той произлиза от клон Мацерин на старата патрицииска фамилия Гегании.
Луций Геганий Мацерин е консулски военен трибун през 378 пр.н.е.